# Ulica Stanisława Konarskiego w Sanoku
Ulica Stanisława Konarskiego w Sanoku – ulica w Sanoku.

## Historia
Obszar ulicy Konarskiego (droga powiatowa) do przejazdu kolejowego (parzyste numery od 4 do 12 i nieparzyste numery od 1 do 21) przynależy do dzielnicy Śródmieście. Dalsza część ulicy leży na obszarze dzielnicy Posada.
Na przełomie 1889/1890 Kazimierz Lipiński przeniósł swoją fabrykę maszyn i wagonow na tereny przy obecnej ul. Konarskiego (tzw. „Stawiska”).
W toku dokonywanych zmian nazw ulic w Sanoku w 1913 podjęto decyzję nazwania ulicy Stróżeckiej dla odcinka biegnącego od ul. Jagiellońskiej wzdłuż szpitala powszechnego do Stróżów Małych. Uchwałą Rady Miejskiej z 22 listopada 1923 postanowiono nazwać imieniem Stanisława Konarskiego dotychczasową ulicę Szpitalną, w dalszym biegu zwaną Stróżecką.

## Zabudowa
- Budynek pod numerem 3, siedziba Medycznej Szkoły Policealnej im. Anny Jenke[5].
- Dom pod numerem 6. Budynek został wpisany do gminnego rejestru zabytków miasta Sanoka, opublikowanego w 2014[6][7][8][9].
- Budynek szpitalny pod numerem 8.
- Budynek pod numerem 10[10][11].
- Dom pod numerem 13. Na frontowej fasadzie widnieje rok 1910. Siedziba pierwszego w Sanoku ośrodka zdrowia[12]. U kresu II wojny światowej wraz z nadejściem frontu wschodniego i wkroczeniu Armii Czerwonej do Sanoka w domu położonym naprzeciw szpitala ppłk Fiodor Jarygin ustanowił swoją komendanturę[13][14][15]. Budynek został wpisany do gminnego rejestru zabytków miasta Sanoka, opublikowanego w 2014[6][7][8][9].
- Dom pod numerem 16. Budynek został wpisany do gminnego rejestru zabytków miasta Sanoka, opublikowanego w 2014[6][7][8][9].
- Dom pod numerem 17. Budynek został wpisany do gminnego rejestru zabytków miasta Sanoka, opublikowanego w 2014[6][7][8], w ewidencji z 2018 dom już nie figurował[16].
- Budynek pod numerem 20, siedziba ZUS[17].
- Budynek pod numerem 24, siedziba Regionalnego Centrum Krwiodawstwa i Krwiolecznictwa[18].
- Budynek pod numerem 26, siedziba pracowni rezonansu magnetycznego[19] i Fundacji Ochrony Zdrowia[20].
- Budynki pod numerami 29, 31, 33, 35, 37, należące do Spółdzielni Mieszkaniowej „Autosan”[21]. Wybudowane prawdopodobnie w latach 20. XX wieku z przeznaczeniem dla kadry kierowniczej fabryki[12][22].
- Dom pod numerem 43. Budynek został wpisany do gminnego rejestru zabytków miasta Sanoka, opublikowanego w 2014[6][7][8][9].
- Dom pod numerem 47. Budynek został wpisany do gminnego rejestru zabytków miasta Sanoka, opublikowanego w 2014[6][7][8][9].
- Dom pod numerem 49. Budynek został wpisany do gminnego rejestru zabytków miasta Sanoka, opublikowanego w 2014[6][7][8][9].
- Dom pod numerem 53. Budynek został wpisany do gminnego rejestru zabytków miasta Sanoka, opublikowanego w 2014[6][7][8][9].
- Dom pod numerem 55. Budynek został wpisany do gminnego rejestru zabytków miasta Sanoka, opublikowanego w 2014[6][7][8][9].
- Dom pod numerem 75. Budynek został wpisany do gminnego rejestru zabytków miasta Sanoka, opublikowanego w 2014[6][7][8][9].

W pierwszej połowie XX wieku istniał kort tenisowy. W latach 20. XX wieku Władysław Lisowski prowadził przy ulicy zakład artystyczno-malarski i pozłotniczy.

## Mieszkańcy
W przeszłości przy ulicy zamieszkiwali Zbigniew Dańczyszyn (nr 9), Władysław Godula (nr 27), Zygmunt Żyłka-Żebracki (nr 30), Antoni Fichtel (nr 33), Julian Gorgoń (nr 33a m. 2).